# Jontan

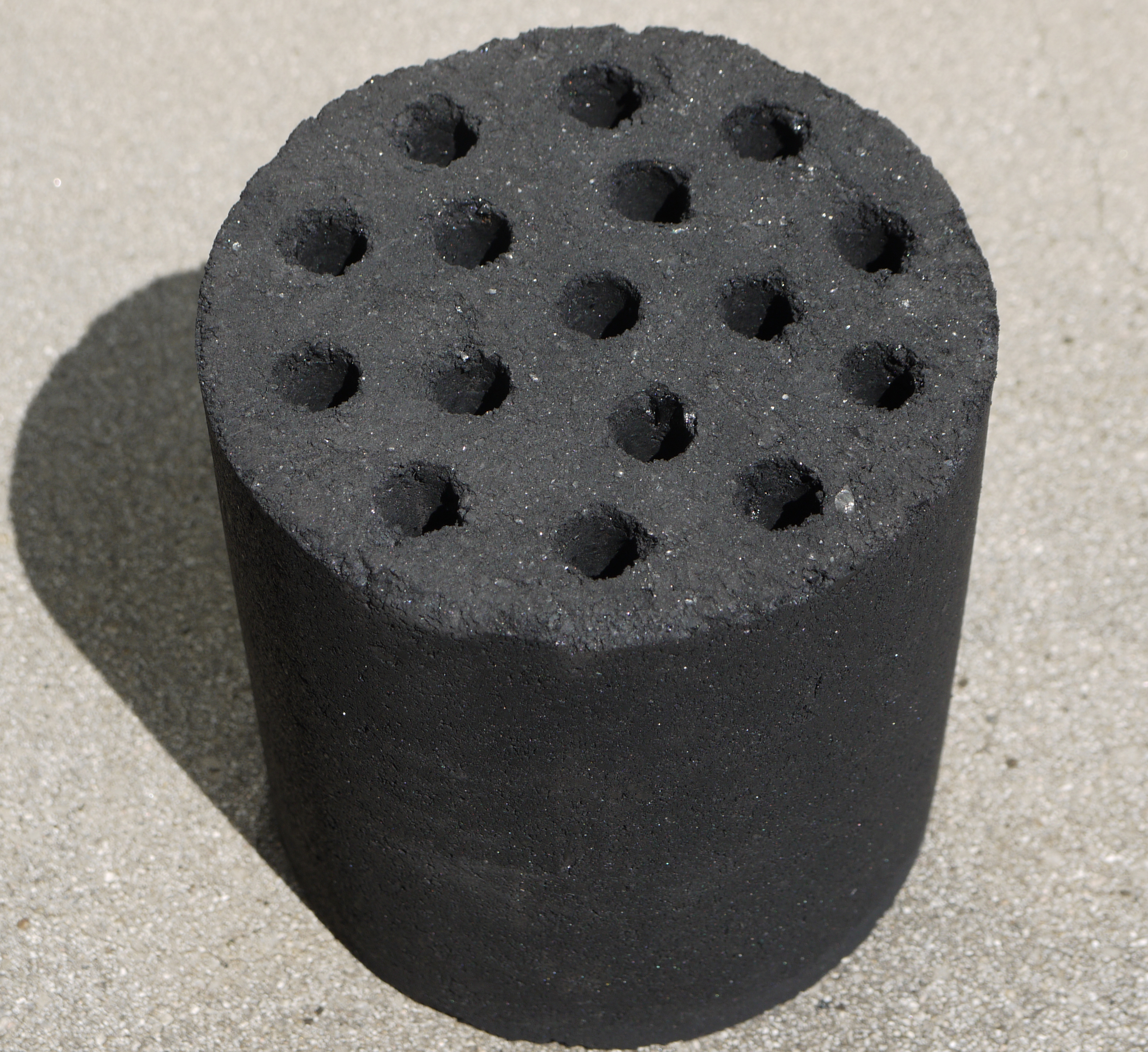
Japonský rentan

Jontan (korejsky 연탄; japonsky 煉炭/練炭, rentan) je uhelná briketa používaná ve východní Asii v domácnostech k vaření a vytápění. Je vyroben ze směsi hnědouhelného prachu a lepidla, které udržuje prachové částice pohromadě. Je vítanou alternativou k palivovému dřevu a přírodnímu uhlí, protože se dodává v konzistentní velikosti a snadno se skládá. Existuje 5 standardních velikostí pro jontan, přičemž širokého použití v domácnostech se dostává tzv. 2. standardní velikosti. Tato briketa je válcového tvaru (viz obrázek), váží 3,5 kg, má výšku asi 20 cm a průměr 15 cm. Standardní jontan má ve své horní části vyvrtaných 22 otvorů,[zdroj?] které usnadňují stabilní a efektivní spalování (příkladem neefektivního spalování je vznik oxidu uhelnatého). Domácnost v zimě obvykle spálí jednu až tři brikety denně. Nový jontan lze umístit na ten předchozí, jestliže byl spálen do poloviny, aby se prodloužila doba hoření.

## Historie
Jontan se do Koreje dostal z Japonska ve 20. letech 20. století a jeho popularita vzrostla po korejské válce. V roce 1988 používalo jontan 78 % korejských domácností, avšak v roce 1993 již pouze 33 %, protože lidé přešli na olejové a plynové kotle. Podle odhadů v 2001 používalo jontan pouhá 2 % domácností. Kotle snižovaly riziko otravy oxidem uhelnatým, který byl hlavní příčinou úmrtí v domech vytápěných uhlím.
V posledních letech, kdy v Jižní Koreji narostl počet sebevražd, se jontan používá jako způsob sebevraždy oxidem uhelnatým.